# Primer Ministre del Pakistan
Aquesta és la llista dels primers ministres de Pakistan des de 1947.
| Nom (naixement - mort)                                      | Nom (naixement - mort)                  | Imatge  | Inici del govern       | Final del govern       | Partit                                |
| ----------------------------------------------------------- | --------------------------------------- | ------- | ---------------------- | ---------------------- | ------------------------------------- |
| 1                                                           | Liaquat Ali Khan (1896 - 1951)          |         | 14 d'agost de 1947     | 16 d'octubre de 1951   | Muslim league                         |
| 2                                                           | Sir Khawaja Nazimuddin (1894 - 1964)    |         | 17 d'octubre de 1951   | 17 d'abril de 1953     | Muslim league                         |
| 3                                                           | Muhammad Ali Bogra (1909 - 1963)        |         | 17 d'abril de 1953     | 12 d'agost de 1955     | Muslim league                         |
| 4                                                           | Chaudhry Muhammad Ali (1905 - 1980)     |         | 12 d'agost de 1955     | 12 de setembre de 1956 | Muslim league                         |
| 5                                                           | Huseyn Shaheed Suhrawardy (1892–1963)   |         | 12 de setembre de 1956 | 17 d'octubre de 1957   | Awami League                          |
| 6                                                           | Ibrahim Ismail Chundrigar (1898 - 1968) |         | 17 d'octubre de 1957   | 16 de desembre de 1957 | Muslim league                         |
| 7                                                           | Sir Feroz Khan Noon (1893–1970)         |         | 16 de desembre de 1957 | 7 d'octubre de 1958    | Republican Party                      |
| càrrec abolit (7 d'octubre de 1958 - 7 de desembre de 1971) |                                         |         |                        |                        |                                       |
| 8                                                           | Nurul Amin (1893–1974)                  |         | 7 de desembre de 1971  | 20 de desembre de 1971 | Muslim league                         |
| càrrec abolit (20 de desembre 1971 - 14 d'agost 1973)       |                                         |         |                        |                        |                                       |
| 9                                                           | Zulfikar Ali Bhutto (1928 - 1979)       |         | 14 d'agost de 1973     | 5 de juliol de 1977    | Pakistan Peoples Party                |
| càrrec abolit (5 de juliol 1977 - 24 de març 1985)          |                                         |         |                        |                        |                                       |
| 10                                                          | Muhammad Khan Junejo (1932 - 1993)      |         | 24 de març de 1985     | 29 de maig de 1988     | cap; Pakistani Muslim league          |
| càrrec abolit (29 de mai 1988 - 2 de desembre 1988)         |                                         |         |                        |                        |                                       |
| 11                                                          | Benazir Bhutto (1953 - 2007)            |         | 2 de desembre de 1988  | 6 d'agost de 1990      | Pakistan Peoples Party                |
| A                                                           | Ghulam Mustafa Jatoi (1931–2009)        |         | 6 d'agost de 1990      | 6 de novembre de 1990  | Govern provisional                    |
| 12                                                          | Nawaz Sharif (1r vegada) (1949–)        |         | 6 de novembre de 1990  | 18 d'abril de 1993     | Pakistani Muslim League (N)           |
| A                                                           | Balakh Sher Mazari (1928–)              |         | 18 d'abril de 1993     | 26 de maig de 1993     | Govern provisional                    |
| 12                                                          | Nawaz Sharif (2n vegada) (1949–)        |         | 26 de maig de 1993     | 18 de juliol de 1993   | Pakistani Muslim League (N)           |
| A                                                           | Moeenuddin Ahmad Qureshi (1930–)        |         | 18 de juliol de 1993   | 19 d'octubre de 1993   | Govern provisional                    |
| 11                                                          | Benazir Bhutto (1953–2007)              |         | 19 d'octubre de 1993   | 5 de novembre de 1996  | Pakistan Peoples Party                |
| A                                                           | Malik Meraj Khalid (1916–2003)          |         | 5 de novembre de 1996  | 17 de febrer de 1997   | Govern provisional                    |
| 12                                                          | Nawaz Sharif (1949–)                    |         | 17 de febrer de 1997   | 12 d'octubre de 1999   | Pakistani Muslim League (N)           |
| càrrec abolit (12 d'octubre 1999 - 21 de novembre 2002)     |                                         |         |                        |                        |                                       |
| 13                                                          | Zafarullah Khan Jamali (1944–2020)      |         | 21 de novembre de 2002 | 26 de juny de 2004     | Pakistani Muslim League (Q)           |
| 14                                                          | Chaudhry Shujaat Hussain (1946–)        | (dreta) | 30 de juny de 2004     | 20 d'agost de 2004     | Pakistani Muslim League (Q)           |
| 15                                                          | Shaukat Aziz (1949–)                    |         | 20 d'agost de 2004     | 16 de novembre de 2007 | Pakistani Muslim League (Q)           |
| 16                                                          | Muhammad Mian Soomro (1950–)            |         | 16 de novembre de 2007 | 25 de març de 2008     | govern provisional                    |
| 17                                                          | Yousaf Raza Gillani (1952-)             |         | 25 de març de 2008     | 22 de juny de 2012     | Pakistan People's Party               |
| 18                                                          | Raja Pervaiz Ashraf                     |         | 22 de juny de 2012     | 25 de març de 2013     | Pakistan People's Party               |
| 19                                                          | Mir Hazar Khan Khoso                    |         | 25 de març de 2013     | 5 de juny de 2013      | cap                                   |
| 20                                                          | Nawaz Sharif (3è vegada) (1949-)        |         | 5 de juny de 2013      | 28 de juliol de 2017   | Pakistani Muslim League (N)           |
| 21                                                          | Shahid Khaqan Abbasi (1958-)            |         | 1 d'agost de 2017      | 31 de maig de 2018     | Pakistani Muslim League (N)           |
| 22                                                          | Imran Khan (1952-)                      |         | 18 d'agost de 2018     | actualitat             | Moviment per la Justícia del Pakistan |